# يتسحاق سده
يتسحاق سده (بالعبرية: יצחק שדה‏) (وُلد باسم إسحاق لاندوبرغ في 10 أغسطس 1890 – وتوفي في 20 أغسطس 1952)، كان أحد مؤسسي الجيش الإسرائيلي عند قيام دولة إسرائيل وقائد قوات البلماح التي كان لها الدور الأكبر في قتل وتعذيب وتشريد وتهجير واقتلاع واضطهاد آلاف الفلسطينيين.
ولد لعائلة يهودية في لوبلين التابعة آنذاك للإمبراطورية الروسية (اليوم بولندا). كانت والدته، ريبيكا ابنة الحاخام شنوير زلمان فرادكين. عند اندلاع الحرب العالمية الأولى، انضم إلى الجيش الإمبراطوري الروسي. وفي عام 1920 هاجر إلى فلسطين، حيث أصبح أحد مؤسسي وقادة كتيبة العمل.

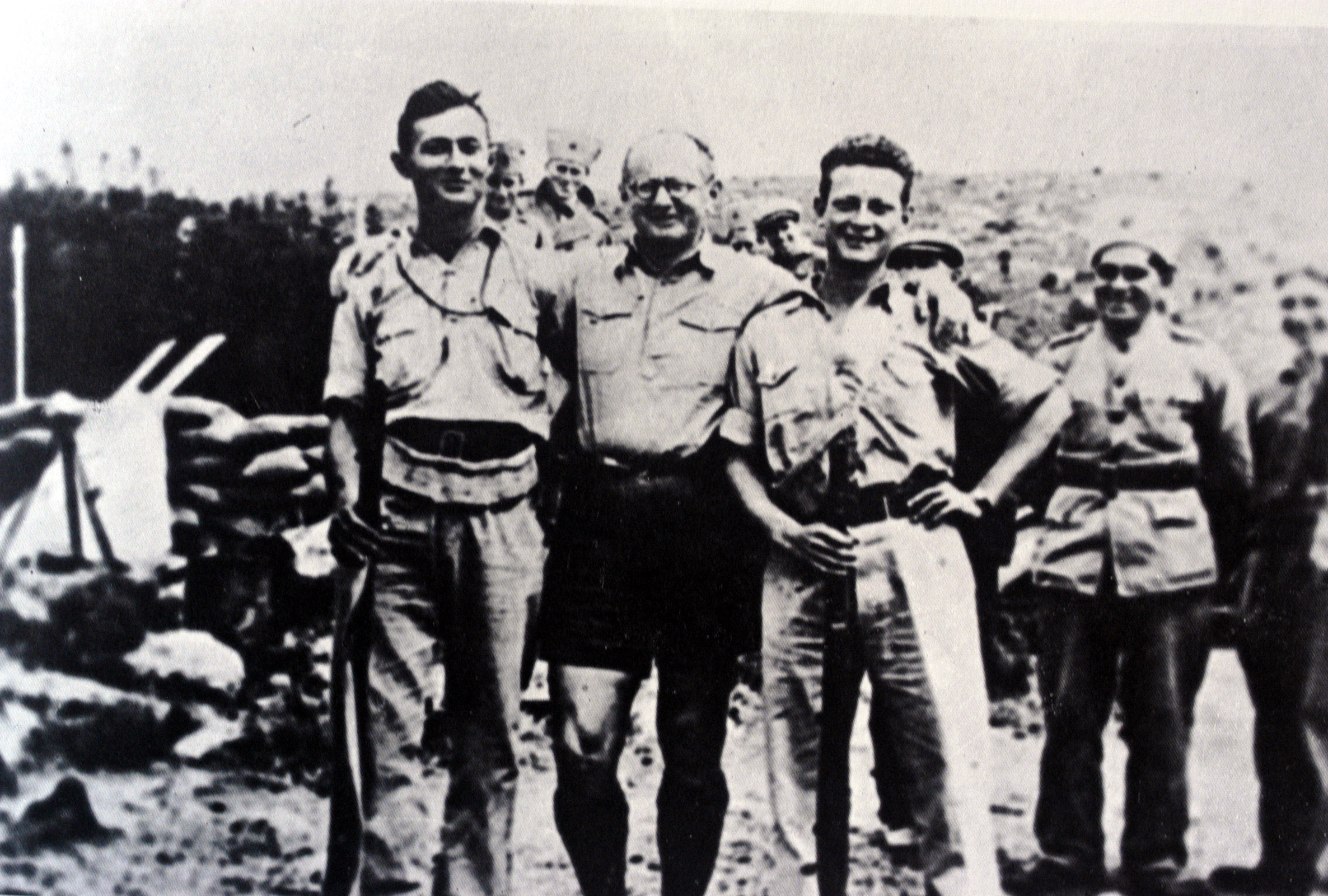
موشيه دايان، إسحاق ساده و إيغال آلون. مستعمرة حانيتا، قضاء عكا عام 1938

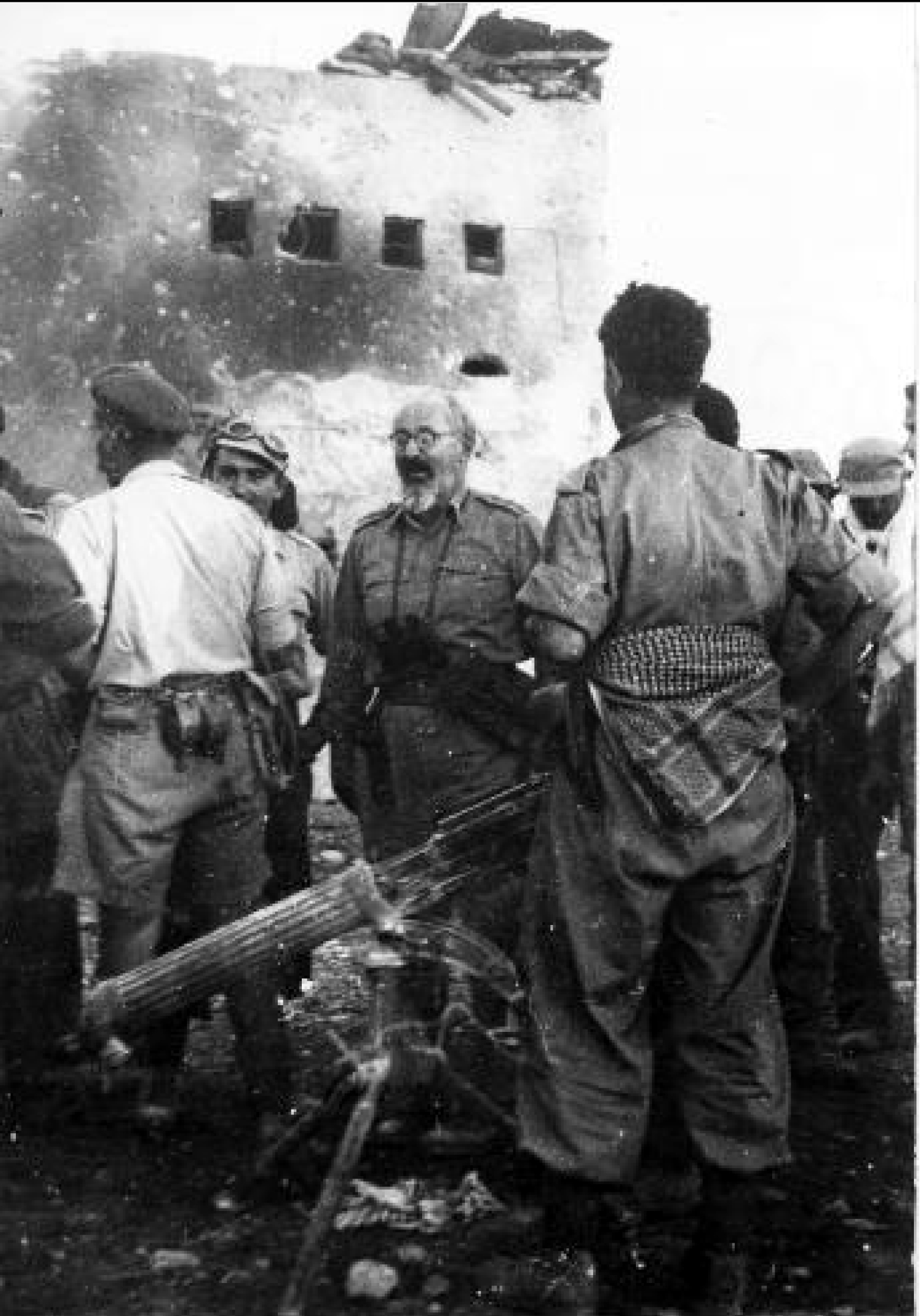
ساده في قلعة الشرطة في عراق سويدان، قضاء غزة، 8 نوفمبر 1948 بعد تهجير أهلها

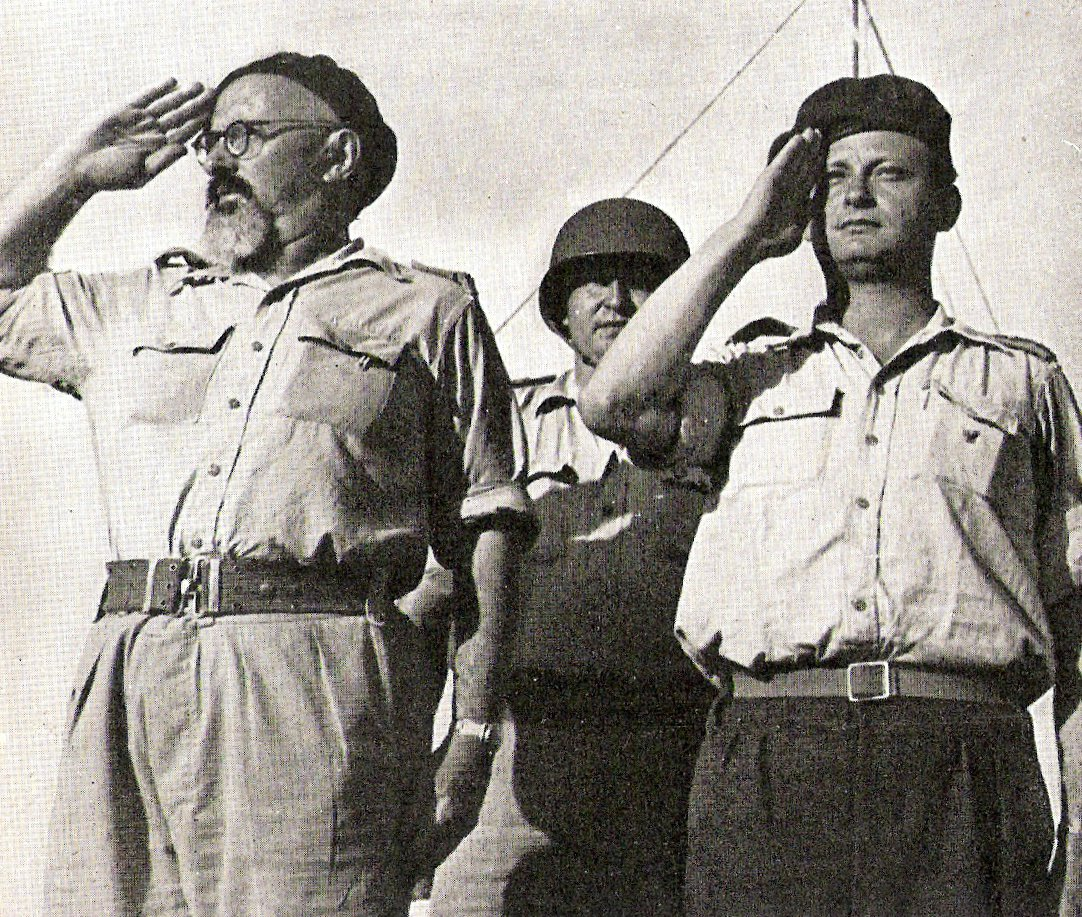
ساده (يسار) و إيغال آلون، 1948

1. ↑  "Yitzhak Sadeh". Jewish Virtual Library. مؤرشف من الأصل في 2016-11-04.